# كالينينيت
الكالينينايت هو معدن يوجد في روسيا .